# Demijka
Demijka (ukr. Демійка, ros. Демейка) – przystanek kolejowy w miejscowości Malijky, w rejonie czernihowskim, w obwodzie czernihowskim, na Ukrainie. Leży na linii Semychody (Czarnobylska Elektrownia Jądrowa) - Czernihów.